# Drużynowe Mistrzostwa Świata Par Strongman 2002
Drużynowe Mistrzostwa Świata Par Strongman 2002 – doroczne, drużynowe zawody siłaczy, rozgrywane w zespołach złożonych z dwóch zawodników, reprezentujących ten sam kraj.
Data: 26 maja 2002 r.

Miejsce: Heerenveen  Holandia
WYNIKI ZAWODÓW:
| Miejsce | Zawodnicy                            | Kraj              | Punkty |
| ------- | ------------------------------------ | ----------------- | ------ |
| 1.      | Janne Virtanen, Juha-Matti Räsänen   | Finlandia         | 48     |
| 2.      | Berend Veneberg, Wout Zijlstra       | Holandia          | 47     |
| 3.      | Jarosław Dymek, Mariusz Pudzianowski | Polska            | 40,5   |
| 4.      | Gerrit Badenhorst, Johan van Heerden | Południowa Afryka | 35,5   |
| 5.      | Odd Haugen, Svend Karlsen            | Norwegia          | 35,5   |
| 6.      | Martin Muhr, Heinz Ollesch           | Niemcy            | 33,5   |
| 7.      | Jarno Hams, Simon Sulaiman           | Holandia          | 31     |
| 8.      | John Kalmar, Rene Minkwitz           | Dania             | 23,5   |
| 9.      | László Fekete, Tibor Mészáros        | Węgry             | 20,5   |